# セラヴェッツァ
セラヴェッツァ（伊: Seravezza）は、イタリア共和国トスカーナ州ルッカ県にある、人口約12,000人の基礎自治体（コムーネ）。

## 地理

### 位置・広がり
ルッカ県西部に位置する。

#### 隣接コムーネ
隣接するコムーネは以下の通り。括弧内のMSはマッサ＝カッラーラ県所属を示す。
- フォルテ・デイ・マルミ
- マッサ (MS)
- モンティニョーゾ (MS)
- ピエトラサンタ
- スタッツェーマ

### 気候分類・地震分類
セラヴェッツァにおけるイタリアの気候分類 (it) および度日は、zona D, 1493 GGである。
また、イタリアの地震リスク階級 (it) では、zona 3 (sismicità bassa) に分類される。

## 行政

### 分離集落
セラヴェッツァには以下の分離集落（フラツィオーネ）がある。
- Azzano, Basati, Cerreta S. Antonio, Cerreta S. Nicola, Corvaia, Fabiano, Giustagnana, Marzocchino, Minazzana, Pozzi, Querceta, Riomagno, Ripa, Ruosina.

## 姉妹都市
- Calatorao、スペイン

## 人物

### 著名な出身者
- レナート・サルヴァトーリ - 20世紀の俳優。
- マルコ・ロッシ - サッカー選手。

### ゆかりの人物
- サダオ・ムネモリ - 米陸軍第442連隊戦闘団第100歩兵大隊の日系米国人兵士。当地で戦死。